# Markelle Fultz
Markelle N'Gai Fultz (Upper Marlboro, 29 de maio de 1998) é um jogador norte-americano de basquete profissional que atualmente joga pelo Sacramento Kings da National Basketball Association (NBA).
Fultz jogou basquete universitário na Universidade de Washington e foi selecionado pelo Philadelphia 76ers como a primeira escolha geral no draft da NBA de 2017.

## Início da vida

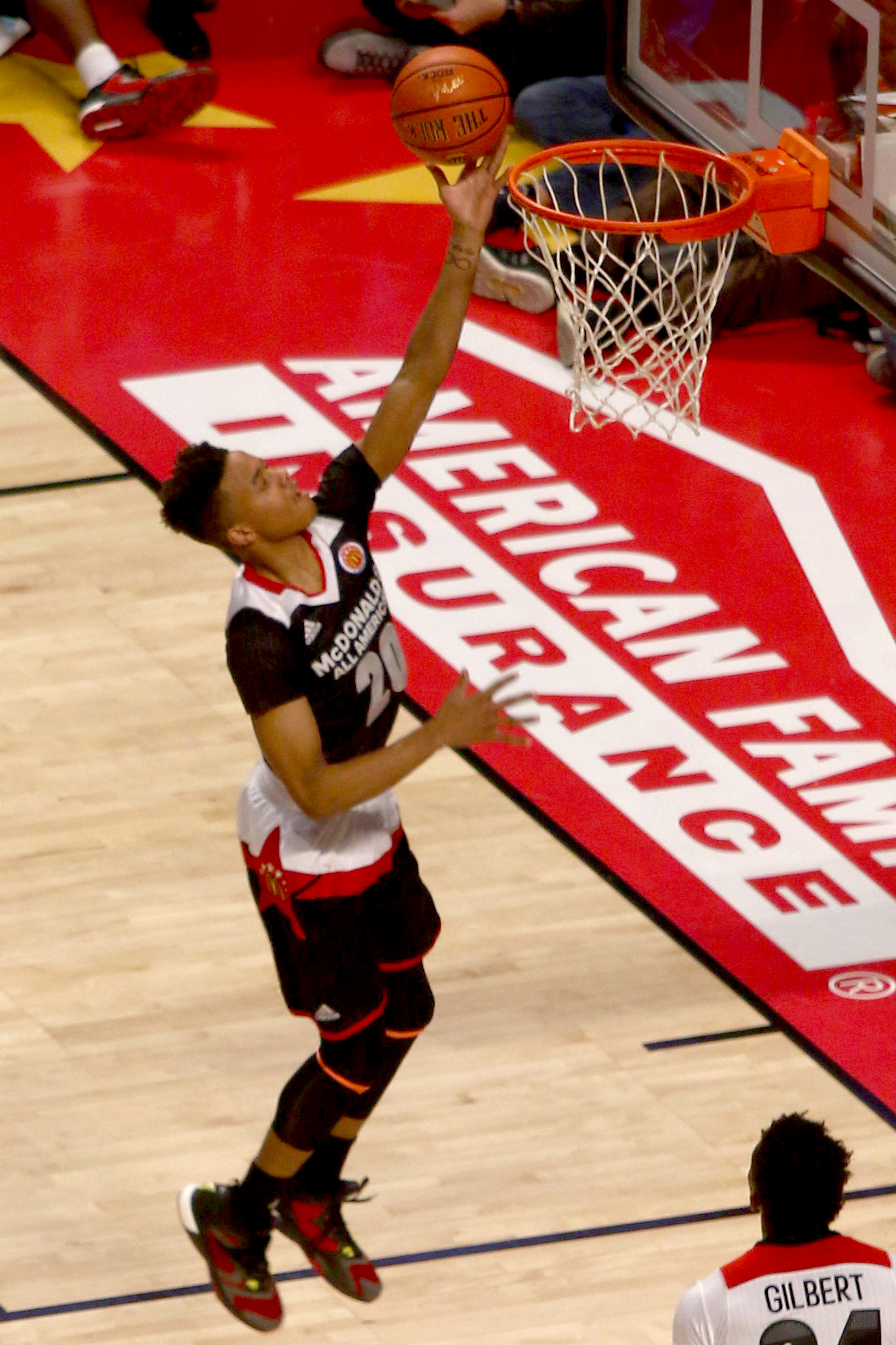
Fultz no McDonald's All-American Game de 2016

O mais novo de dois filhos, Fultz nasceu em 29 de maio de 1998 em Upper Marlboro, Maryland. Seu pai abandonou a família, então ele dependia muito de sua mãe, Ebony. Apaixonado pelo basquete, Fultz foi orientado em seus primeiros anos por um instrutor local chamado Keith Williams. Em 2012, ele começou a frequentar o DeMatha Catholic High, uma escola preparatória que era uma potência do basquete.
O treinador assistente da Universidade de Washington, Raphael Chillious, foi o primeiro a notar o potencial de Fultz, descrevendo-o como um atleta de calibre All-Star da NBA se ele continuasse a crescer. No início de sua terceira temporada, Fultz ficou com 1,91 m. Como titular da equipe de DeMatha, ele teve médias de 16,8 pontos, 7,9 rebotes e 4,3 assistências e foi nomeado o Jogador do Ano na altamente competitiva Conferência Atlética Católica de Washington. Sua estatura de recrutamento aumentou abruptamente durante esta temporada e a Rivals.com o classificou como 24º melhor jogador da classe de 2016. Após isso, mais de 20 programas universitários lhe ofereceram bolsas de estudo.
Em 21 de agosto de 2015, Fultz se comprometeu com a Universidade de Washington. Ele concluiu sua carreira no ensino médio ao registrar o recorde de assistências da sua escola em uma única temporada com 278 e levou a equipe ao seu segundo título consecutivo de conferência. No McDonald's All-American Game em 31 de março de 2016, Fultz registrou 10 pontos, 6 rebotes e 4 assistências. No Jordan Brand Classic, ele registrou 19 pontos na vitória da sua equipe por 131-117.
No final de seu último ano, Fultz foi classificado como um recruta de cinco estrelas e foi classificado como o melhor armador da classe de 2016 e o terceiro melhor jogador pelo Scout.com, quinto pela Rivals.com e sétimo pela ESPN. Em DeMatha, Fultz foi companheiro de basquete e amigo de Chase Young, que mais tarde foi nomeado o Novato Defensivo do Ano da NFL de 2020 depois de ser selecionado pelo Washington Football Team como a segunda escolha geral no draft da NFL de 2020.
| Nome | Cidade Natal                                  | Escola                       | Altura             | Peso           | Data                 |
| --- | --------------------------------------------- | ---------------------------- | ------------------ | -------------- | -------------------- |
| Markelle Fultz PG | Upper Marlboro, Maryland                      | DeMatha Catholic High School | 6 ft 4 in (1.93 m) | 190 lb (86 kg) | 21 de Agosto de 2015 |
| Markelle Fultz PG | Recrutamento: Scout: Rivals: 247Sports: ESPN: |                              |                    |                |                      |
| - Nota: Em muitos casos, Scout, Rivals, 247Sports e ESPN podem entrar em conflito em suas listas de altura e peso, nestes casos, a média foi obtida. - Fonte: |                                               |                              |                    |                |                      |

## Carreira universitária
A Universidade de Washington esperava abrir a temporada de 2016-17 com Dejounte Murray e Marquese Chriss; no entanto, ambos os calouros foram selecionados na primeira rodada do draft da NBA de 2016. Fultz disse sobre o cenário previsto se eles tivessem ficado: "Acho que seríamos o número 1 no país. Teríamos ido ao Torneio da NCAA e vencido". Sem nenhum talento comprovado, Fultz assumiu como líder da equipe e artilheiro principal. Como armador titular, ele estreou em uma derrota por 98-90 em casa para Yale, no qual ele marcou 30 pontos.
Embora Washington tenha terminado com um decepcionante recorde de 9-22, Fultz desfrutou de uma das melhores temporadas de calouros em toda a história da Conferência Pac-12. Em 25 jogos naquela temporada, sua média de 23,2 pontos foi a maior marca na Pac-12 em 20 anos e a segunda na história da universidade, atrás dos 25,6 pontos de Bob Houbregs em 1952-53. Fultz também liderou a equipe em assistências com 5,7 e foi o segundo em rebotes com 5,9.
Fultz foi nomeado para a Terceira Equipe da Pac-12 e do All-American. Um jogador que "pula da página atlética e possui instintos criativos de pontuação e habilidades de criação de jogadas", o consenso entre analistas esportivos foi que Fultz seria a primeira escolha geral no draft da NBA de 2017.

## Carreira profissional

### Philadelphia 76ers (2017–2019)
Fultz foi selecionado pelo Philadelphia 76ers como a primeira escolha geral no draft da NBA de 2017. Em 8 de julho, ele assinou um contrato de quatro anos e US$37.4 milhõescom os 76ers.
Os 76ers, após anos de mediocridade, tinham grandes expectativas de voltar aos playoffs pela primeira vez desde 2012; tais eram as grandes esperanças que repousavam em seu novo núcleo composto por Fultz, Joel Embiid e Ben Simmons. Em 18 de outubro, seu primeiro jogo na temporada regular, o novato registrou 10 pontos, 3 rebotes e 1 assistência em 18 minutos de jogo.
Uma lesão no ombro — chamada de "desequilíbrio muscular escapular" — devastou tanto o seu arremesso que ele teve apenas 33% de acerto e tentou zero arremessos de três pontos em quatro jogos. Em resposta, os 76ers decidiram retirar Fultz indefinidamente até que ele se recuperasse. O debate se seguiu entre analistas esportivos e a organização sobre o quanto seus problemas de arremesso eram de origem física ou psicológica. O próprio Fultz esclareceu mais tarde: "O que aconteceu foi uma lesão. Deixe-me explicar isso. Foi uma lesão que aconteceu que não me permitiu passar pelos caminhos que eu precisava para arremessar a bola."
O presidente de operações de basquete da equipe, Bryan Colangelo, sugeriu que o novato poderia muito bem não jogar no restante da temporada; mas em 26 de março de 2018, foi anunciado que Fultz voltaria as quadras para o jogo contra o Denver Nuggets. Apesar de alguns erros, ele registrou  10 pontos e 8 assistências em 14 minutos. Em 11 de abril, aos 19 anos e 317 dias, Fultz tornou-se o jogador mais jovem da história da NBA a registrar um triplo-duplo com 13 pontos, 10 rebotes e 10 assistências na vitória por 130-95 sobre o Milwaukee Bucks, um recorde que mais tarde foi quebrado por LaMelo Ball.
Para a temporada de 2018-19, o treinador Brett Brown nomeou Fultz como armador titular. Após quinze jogos da temporada, ele perdeu a posição para Jimmy Butler, que os 76ers adquiriram em uma negociação com o Minnesota Timberwolves. Declarações conflitantes sobre a saúde de Fultz e a má produção continuaram a ser fontes de conflito e drama para a equipe. Em 20 de novembro de 2018, seu agente Raymond Brothers anunciou que Fultz não participaria de treinos ou jogos até que uma lesão no ombro fosse avaliada; sua doença foi mais tarde descrita como síndrome de saída torácica (TOS), o tipo neurogênico da doença que "afeta os nervos entre o pescoço e o ombro, resultando em movimento funcional anormal e amplitude de movimento, limitando severamente a capacidade de Markelle de arremessar uma bola de basquete".

### Orlando Magic (2019–2024)
Em 7 de fevereiro de 2019, Fultz foi negociado com o Orlando Magic em troca de Jonathon Simmons, uma escolha de primeira rodada de 2020 e uma escolha de segunda rodada de 2019. O técnico do Magic, Steve Clifford, afirmou em março que não esperava que Fultz voltasse a jogar durante a temporada, enfatizando que sua lesão no ombro era realmente "muito grave".
Em 23 de outubro de 2019, Fultz fez sua estreia no Magic e registrou 12 pontos, seis assistências e dois roubos na vitória por 94-85 sobre o Cleveland Cavaliers.
Em 6 de janeiro de 2021, durante o primeiro quarto de um jogo contra o Cleveland Cavaliers, Fultz sofreu uma lesão no Ligamento cruzado anterior e perdeu o restante da temporada de 2020-21. Ele terminou a temporada com médias de 12,9 pontos, 3,1 rebotes e 5,4 assistências em oito jogos.
Fultz voltou a jogar em 28 de fevereiro de 2022 contra o Indiana Pacers. Em 10 de abril, ele teve 10 pontos e 15 assistências na vitória por 125-111 sobre o Miami Heat.
Em 18 de março de 2023, Fultz registrou a melhor marca de sua carreira com 28 pontos e quatro roubos de bola durante a vitória por 113-108 sobre o Los Angeles Clippers.
Na free agency de 2024, o Magic optou por não assinar novamente com o jogador, marcando o fim de sua passagem por Orlando.

### Sacramento Kings (2025-Presente)
Em fevereiro de 2025, após permanecer sem contrato durante um tempo, Fultz assinou com o Sacramento Kings até o final da temporada 2024-25. A equipe buscava uma maior profundidade no elenco na posição de armador, após trocar De'Aaron Fox para o San Antonio Spurs.

## Estatísticas da carreira

### NBA

#### Temporada Regular
| Ano      | Equipe       | PJ  | PT  | MPJ  | AP   | 3P   | LL   | RT  | AS  | BR  | TO | PPJ  |
| -------- | ------------ | --- | --- | ---- | ---- | ---- | ---- | --- | --- | --- | -- | ---- |
| 2017-18  | Philadelphia | 14  | 0   | 18.1 | .405 | .000 | .476 | 3.1 | 3.8 | .9  | .3 | 7.1  |
| 2018-19  | Philadelphia | 19  | 15  | 22.5 | .419 | .286 | .568 | 3.7 | 3.1 | .9  | .3 | 8.2  |
| 2019–20  | Orlando      | 72  | 60  | 27.7 | .465 | .267 | .730 | 3.3 | 5.1 | 1.3 | .2 | 12.1 |
| 2020–21  | Orlando      | 8   | 8   | 26.9 | .394 | .250 | .895 | 3.1 | 5.4 | 1.0 | .3 | 12.9 |
| 2021–22  | Orlando      | 18  | 3   | 20.0 | .474 | .235 | .806 | 2.7 | 5.5 | 1.1 | .3 | 10.8 |
| 2022–23  | Orlando      | 60  | 60  | 29.6 | .514 | .310 | .783 | 3.9 | 5.7 | 1.5 | .4 | 14.0 |
| 2023–24  | Orlando      | 43  | 18  | 21.2 | .472 | .222 | .697 | 3.2 | 2.8 | 1.0 | .3 | 7.8  |
| Carreira | Carreira     | 234 | 164 | 23.7 | .449 | .224 | .707 | 3.2 | 4.4 | 1.0 | .3 | 10.4 |

Playoffs
| Ano      | Equipe       | PJ | PT | MPJ  | AP   | 3P   | LL   | RT  | AS  | BR  | TO | PPJ  |
| -------- | ------------ | -- | -- | ---- | ---- | ---- | ---- | --- | --- | --- | -- | ---- |
| 2018     | Philadelphia | 3  | 0  | 7.7  | .143 | –    | .750 | 1.0 | 1.7 | .7  | .0 | 1.7  |
| 2020     | Orlando      | 5  | 5  | 29.4 | .400 | .375 | .857 | 2.2 | 5.2 | 1.0 | .6 | 12.0 |
| 2024     | Orlando      | 7  | 0  | 15.1 | .588 | .000 | .556 | 2.0 | 1.1 | .4  | .0 | 6.4  |
| Carreira | Carreira     | 15 | 5  | 17.4 | .377 | .187 | .721 | 1.7 | 2.6 | .7  | .1 | 6.7  |

### Universidade
| Ano     | Equipe     | PJ | PT | MPJ  | AP   | 3P   | LL   | RT  | AS  | BR  | TO  | PPJ  |
| ------- | ---------- | -- | -- | ---- | ---- | ---- | ---- | --- | --- | --- | --- | ---- |
| 2016–17 | Washington | 25 | 25 | 35.7 | .476 | .413 | .649 | 5.7 | 5.9 | 1.6 | 1.2 | 23.2 |